# Sofienbergkerk
De Sofienbergkerk (Noors: Sofienberg kirke) is een kerk in Oslo, Noorwegen. De kerk, ontworpen door de Noorse in Denemarken geboren architect Jacob Wilhelm Nordan, dateert uit 1877 en heette oorspronkelijk Paulus kirke. De naam werd in 1892 veranderd in Petrus kirke. Sinds 1962 draagt de kerk haar huidige naam.
De kerk ligt op een heuvel en wordt omringd door het Sofienbergpark, waar zich de vroegere begraafplaats bevond. De begraafplaats werd in 1920 ten westen van de kerk gesloten, in 1931 ten oosten ervan.
Het altaarstuk van Christus aan het kruis is in 1879 geschilderd door de Noorse schilder Otto Sinding. Verder heeft de kerk glas-in-loodamen bij de hoofdingang, gemaakt door de Noorse schilder en beeldhouwer Maria Vigeland, en aan de zuidmuur, gemaakt door de Noorse schilder Enevold Thømt. Het kerkorgel dateert uit 2013 en heeft 42 stemmen. De kerk staat bekend om haar goede akoestiek en is hierdoor een aantrekkelijke concertlocatie.
Voorheen bood de kerk plaats aan 1.000 mensen, tegenwoordig aan circa 500 mensen. Verder is de kerk beschermd cultureel erfgoed.

## Galerij

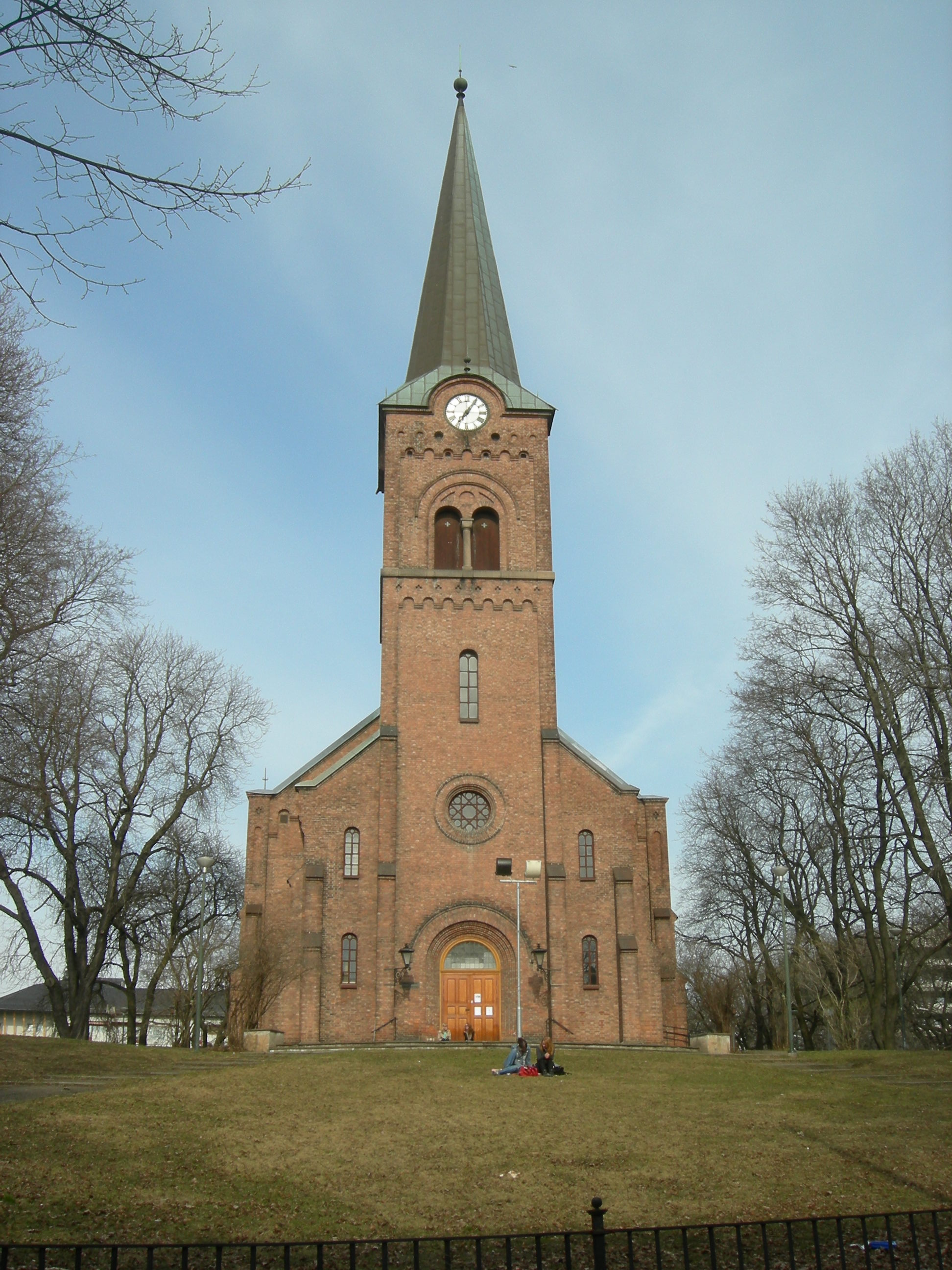
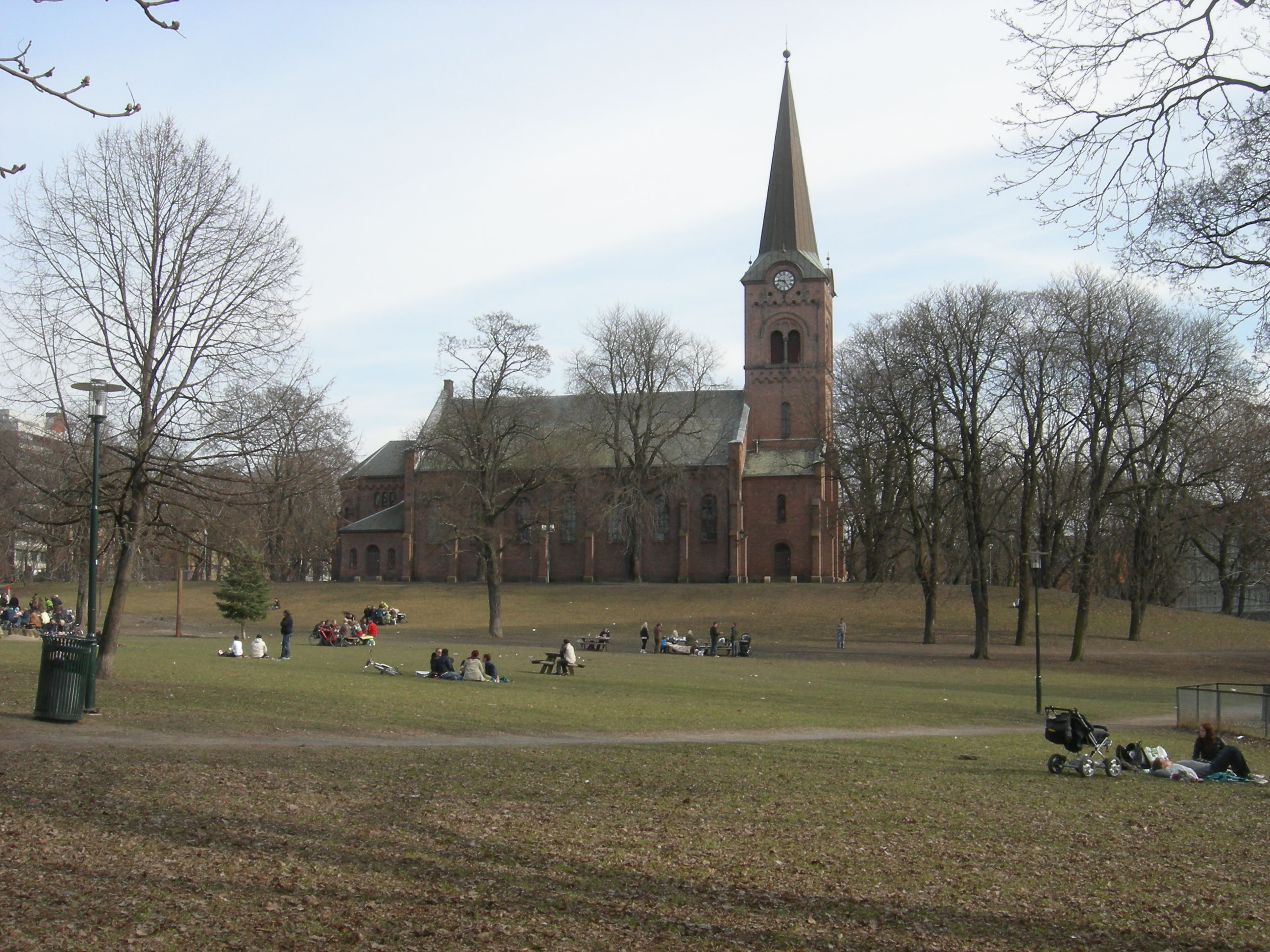
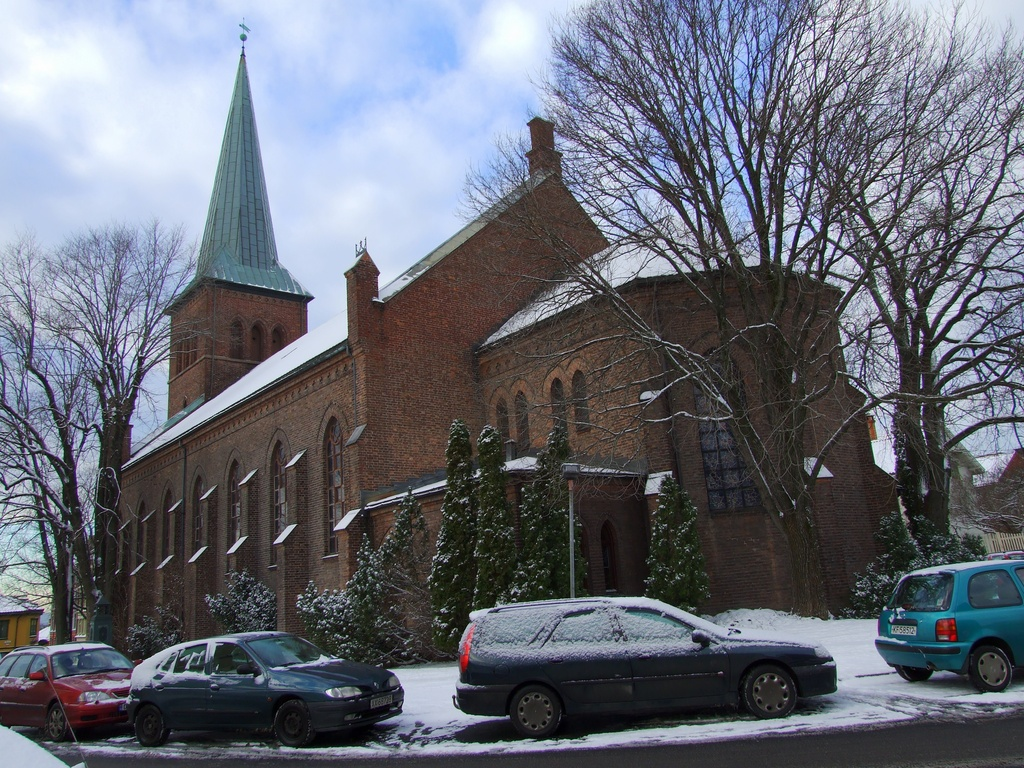